# デレク・ターナー
デレク・ターナーは、日本の作曲家・編曲家。

## 概要
2020年12月に発売された櫻坂46の「Nobody's fault」より秋元康が作詞を手がけた曲の作曲を行っており、他にも同じく櫻坂46の「流れ弾」、日向坂46の「君しか勝たん」、SKE48の「あの頃の君を見つけた」といった表題曲の作曲を担当している。その正体が誰であるのかについては不明である。

## 提供作品
AKB48
- Sugar night（作曲）

SKE48
- あの頃の君を見つけた（作曲）

STU48
- 楡の木陰の下で（作曲）

坂道シリーズ
- 櫻坂46
  - Nobody's fault（作曲）
  - 流れ弾（作曲）
- 日向坂46
  - 君しか勝たん（作曲）
  - HEY!OHISAMA!（作曲）

ザ・コインロッカーズ
- 永遠の記憶（作曲）

中島美嘉
- 知りたいこと、知りたくないこと（作曲）

22/7
- イングリッシュ・ゴールデンレトリバー（作曲）